# Syntormon caffer
Syntormon caffer är en tvåvingeart som beskrevs av Charles Howard Curran 1925. Syntormon caffer ingår i släktet Syntormon och familjen styltflugor. Inga underarter finns listade i Catalogue of Life.